# Polystichum silvaticum
Polystichum silvaticum är en träjonväxtart som först beskrevs av Col., och fick sitt nu gällande namn av Friedrich Ludwig Diels. Polystichum silvaticum ingår i släktet Polystichum och familjen Dryopteridaceae. Inga underarter finns listade.